# Ü
Az ü (latin small/capital letter u with diaeresis) a magyar ábécé 37. betűje. Ez az u betű egy változata.
Az Ü betű több nyelv írásrendszerében szerepel, de nem mindegyikben része az ábécének: pl. a német nyelvben az ü ún. „umlautos betű” és nem része az ábécének, ellenben pl. az azeri, észt, gagauz, magyar, tatár, török, türkmén, volapük ábécékben, valamint az ujgur latin ábécében teljes értékű betűként szerepel. A jelölt hang természetes módon előfordul a török nyelvekben, a volapük pedig egy indoeurópai- és germán-alapú mesterséges nyelv.
A betű előfordul még francia, spanyol és portugál nyelvű szövegben is: ezekben a nyelvekben nem része az ábécének, hanem mellékjeles, tréma ékezettel ellátott u-betűként szerepel (általában olyan helyzetben, ahol az u hang kiejtését külön ki kell hangsúlyozni a szövegben).
Ez a betű szerepel még a pinjin – a kínai nyelv latin betűs átírása – betűi között is, a Wade-Giles vagy a német-alapú Lessing-Othmer átírásban, ráadásul ez utóbbiban is az IPA-szerinti [y] hangalakban.
Az ü betűnek van még egy nem hangtani, hanem pusztán dekoratív alkalmazása is, ez az ún. Heavy metal umlaut (pl. a Mötley Crüe együttes nevében), ami csak kb. az 1960-as – 1970-es évektől kezdve jött divatba.

## Karakterkódolás
| Karakterkészlet | Kisbetű (ü)                                           | Nagybetű (Ü)                                            |
| --------------- | ----------------------------------------------------- | ------------------------------------------------------- |
| EBCDIC          | 220 *                                                 | 252 *                                                   |
| Unicode         | 252, U+00FC, „Latin Small Letter U with diaeresis” ** | 220, U+00DC, „Latin Capital Letter U with diaeresis” ** |
| HTML/XML        | &uuml;                                                | &Uuml;                                                  |

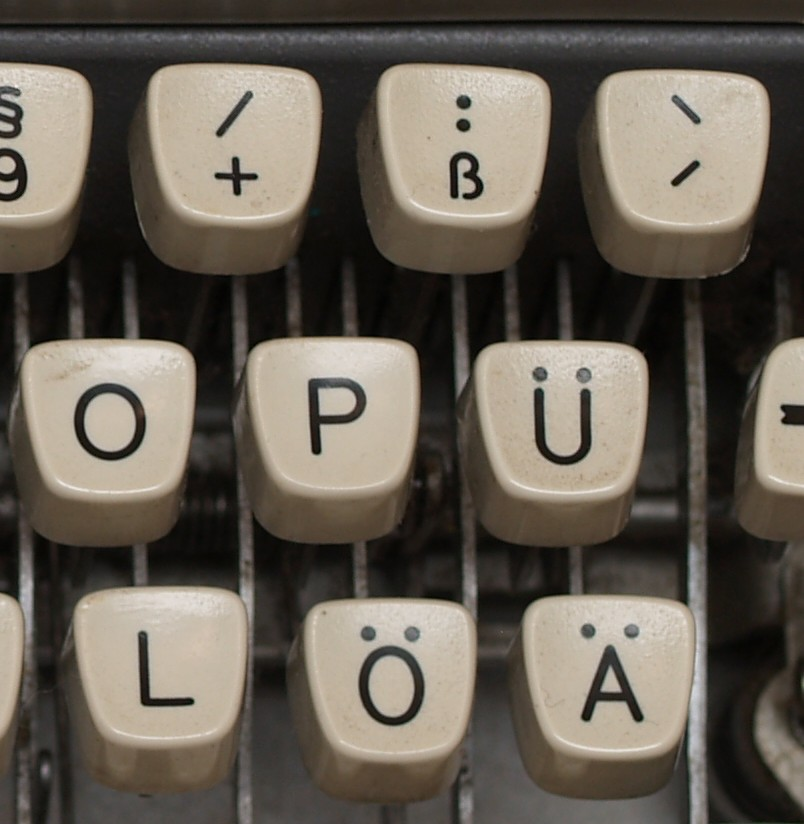
Ü betű egy német írógép billentyűzetén

* Az EBCDIC kód az „IBM code page 500”, azaz CCSID 500 kódtáblázat szerinti.

** Ez a kód a Unicode „C1 Controls and Latin-1 Supplement” (0080–00FF) blokkjában található.
Egy bővebb táblázat a különböző kódolásokkal:
| karakter                             | Ü                                     | Ü                                     | ü                                   | ü                                   |
| Unicode név                          | LATIN CAPITAL LETTER U WITH DIAERESIS | LATIN CAPITAL LETTER U WITH DIAERESIS | LATIN SMALL LETTER U WITH DIAERESIS | LATIN SMALL LETTER U WITH DIAERESIS |
| karakterkód                          | decimális                             | hexa                                  | decimális                           | hexa                                |
| Unicode                              | 220                                   | 00DC                                  | 252                                 | 00FC                                |
| UTF-8                                | 195 156                               | C3 9C                                 | 195 188                             | C3 BC                               |
| Numerikus karakterhivatkozás         | &#220;                                | &#x00DC;                              | &#252;                              | &#x00FC;                            |
| Karakter-entitás                     | &Uuml;                                | &Uuml;                                | &uuml;                              | &uuml;                              |
| EBCDIC kódlapokon                    | 252                                   | FC                                    | 220                                 | DC                                  |
| DOS/OEM kódlapokon                   | 154                                   | 9A                                    | 129                                 | 81                                  |
| Windows/ANSI és ISO-8859 kódlapokon  | 220                                   | DC                                    | 252                                 | FC                                  |
| Macintosh Roman and Central European | 134                                   | 86                                    | 159                                 | 9F                                  |

## Kiejtése különböző nyelveken
Az ü betű kiejtése nem minden esetben az ü hang, mint ahogy az a magyarban megszokott.
Kiejtése (IPA jelöléssel):
- azeri – [y]
- észt – [yː]
- magyar – [y]
- német – [y]
- török – [y]